# Ⱁ
Cette page contient des caractères spéciaux ou non latins. S’ils s’affichent mal (▯, ?, etc.), consultez la page d’aide Unicode.
On (Он en cyrillique ; capitale Ⱁ, minuscule ⱁ) est la 17e lettre de l'alphabet glagolitique.

## Linguistique
La lettre sert à noter le phonème /ɔ/.

## Historique
L'origine de la lettre n'est pas connue.

## Représentation informatique
- Unicode :
  - Capitale Ⱁ : U+2C11
  - Minuscule ⱁ : U+2C41